# تشارلز إس. راندال
تشارلز إس. راندال (بالإنجليزية: Charles S. Randall)‏ هو سياسي أمريكي، ولد في 20 فبراير 1824 في الولايات المتحدة، وتوفي بنفس المكان في 17 أغسطس 1904. حزبياً، نشط في الحزب الجمهوري. انتخب عضو مجلس نواب ماساتشوستس وانتخب عضو مجلس النواب الأمريكي.